# Adrenaline Mob (EP)
Adrenaline Mob è il primo EP del gruppo musicale groove metal statunitense Adrenaline Mob, pubblicato il 9 agosto 2011.

## Tracce
1. Psychosane (Testo: Allen, Orlando - Musica: Allen, Orlando, Portnoy) - 4:38
2. Believe Me (Testo: Allen, Orlando - Musica: Allen, Orlando, Portnoy) - 3:58
3. Hit The Wall (Testo: Allen, Orlando - Musica: Allen, Orlando, Portnoy) - 6:25
4. Down To The Floor (Testo: Allen, Orlando - Musica: Allen, Orlando, Portnoy) - 3:45
5. The Mob Rules" (Black Sabbath cover) (Testo: Ronnie James Dio - Musica: Ronnie James Dio, Tony Iommi, Geezer Butler) - 3:16

## Formazione
- Russell Allen - voce
- Mike Orlando - chitarra solista
- Rich Ward - chitarra ritmica
- Paul DiLeo - basso e cori
- Mike Portnoy - batteria e percussioni